# Adam Seelinger
Adam Seelinger (in amtlichen Dokumenten Adam Seelinger IX.) (* 7. Februar 1848 in Lampertheim; † 28. März 1919 ebenda) war ein hessischer Kaufmann und Politiker (NLP) und Abgeordneter der 2. Kammer der Landstände des Großherzogtums Hessen.
Adam Seelinger war der Sohn des Lampertheimer Bürgermeisters Hartmann Seelinger und dessen Ehefrau Anna Maria, geborene Kistner. Seelinger, der evangelischen Glaubens war, war Kaufmann in Lampertheim und heiratete dort am 12. Dezember 1872 Appollonia geborene Gschwind.
Von 1899 bis 1911 gehörte er der Zweiten Kammer der Landstände an. Er wurde für den Wahlbezirk Starkenburg 9/Lampertheim gewählt. 1874 bis 1904 war er Bürgermeister in Lampertheim.